# Zwetomir Zonkow
Zwetomir Zonkow (auch Cvetomir Conkov, Tsvetomir Tsonkov geschrieben, bulgarisch Цветомир Цонков; * 25. Juni 1981 in Schumen, Bulgarien) ist ein bulgarischer Fußballspieler.

## Karriere
Die Karriere von Zonkow begann im Jahr 2000 bei PFK Schumen. Über Swetkawiza Targowischte kam er im Jahr 2006 zum FC Tschernomorez Burgas. Er spielte für den Verein bis Mitte 2013 in der A Grupa, der höchste bulgarischen Liga. Er schloss sich anschließend dem Lokalrivalen FK Neftochimik an, der gerade in die A Grupa aufgestiegen war. Anfang 2014 verließ er den Klub wieder und heuerte beim FC Burgas an, der in der W Grupa, der dritten bulgarischen Liga, spielte. Mit seiner neuen Mannschaft stieg er im Jahr 2014 in die B Grupa auf. Anfang 2015 kehrte er zu Tschernomorez zurück, der in der Zwischenzeit ebenfalls in der B Grupa spielte. Mit dem Klub musste er am Ende der Saison 2014/15 absteigen. Er verließ den Verein und heuerte bei PFK Nessebar in der W Grupa an, mit dem er im Jahr 2016 aufstieg. Im Sommer 2017 wechselte er zu Oborischte Panagjurischte, ehe er Anfang 2018 zu Neftochimik zurückkehrte. Am Ende der Saison 2017/18 stieg er mit der Mannschaft aus der B Grupa ab.